# Hyundai Casper
Der Hyundai Casper (in Europa: Inster) ist ein fünftüriges Mini-SUV des südkoreanischen Automobilherstellers Hyundai. Es ist unterhalb des Venue positioniert und das kleinste SUV, den die Marke je angeboten hat, und auch das kleinste Auto überhaupt, das Hyundai derzeit verkauft. 

## Geschichte
Der Hyundai Casper wurde im September 2021 für den Heimatmarkt als auch Indien zunächst mit Ottomotor vorgestellt. Eine überarbeitete Version des Casper präsentierte Hyundai im Oktober 2024.
Ende Januar 2024 gab Hyundai Frankreich bekannt, das Modell als Elektroauto in Europa unter dem Namen Hyundai Inster anbieten zu wollen. Im Juni 2024 wurde dieses Modell vorgestellt.
Seit Januar 2025 ist in Deutschland ausschließlich das Modell Inster als reines Elektroauto verfügbar, mehr als 5.000 Fahrzeuge wurden im ersten Halbjahr zugelassen.

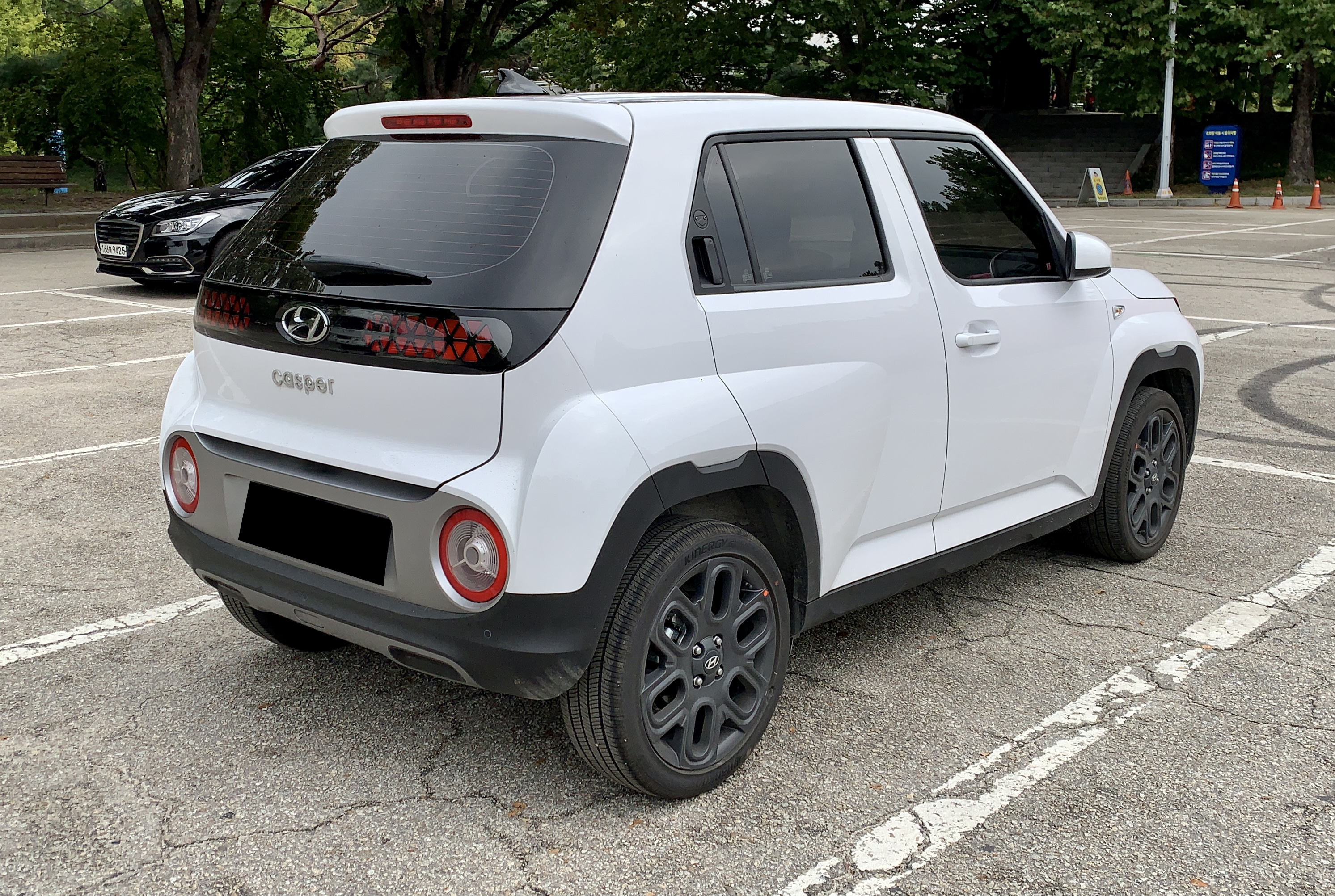
Hyundai Casper, Heckansicht
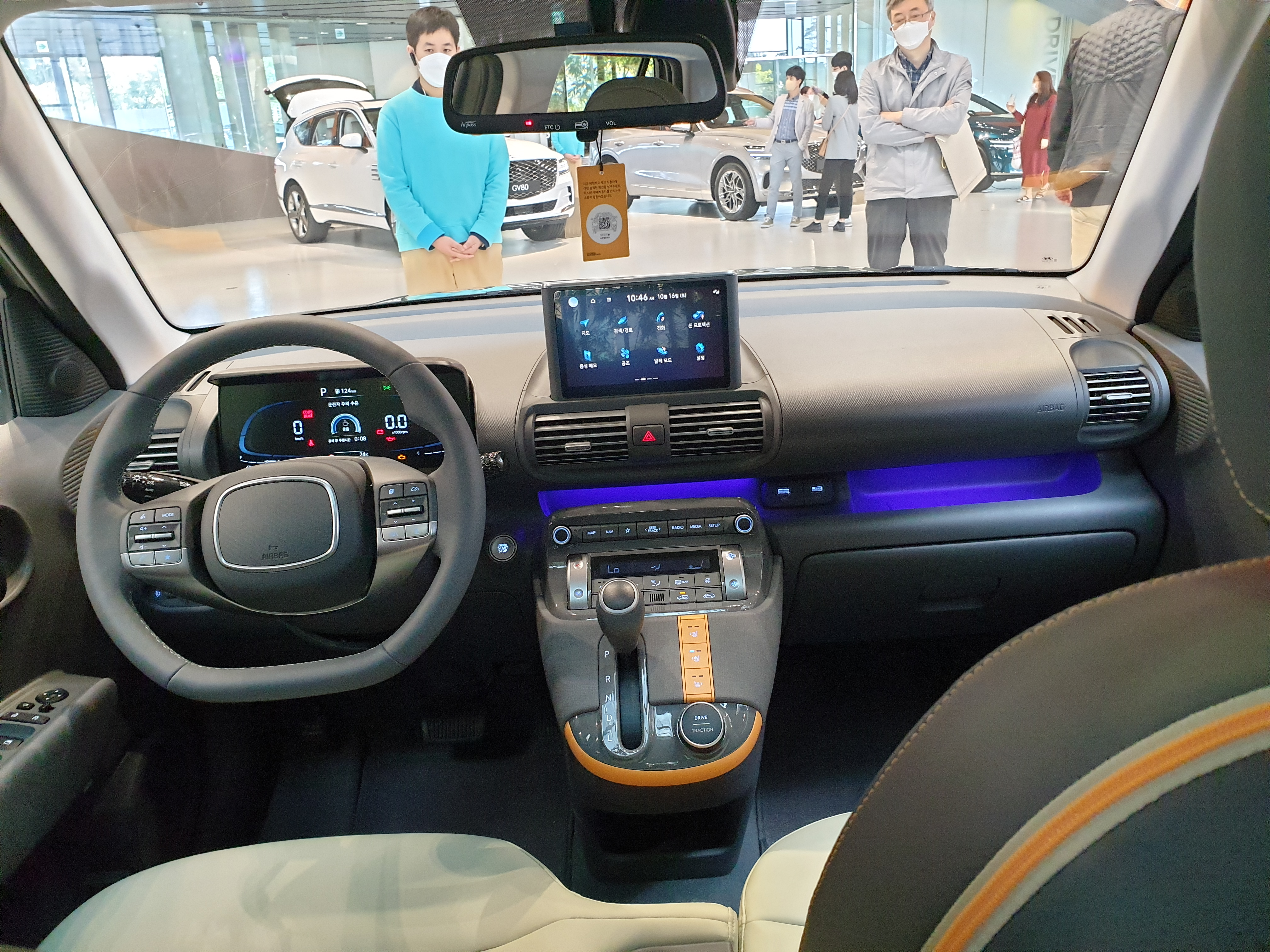
Hyundai Casper, Innenraum
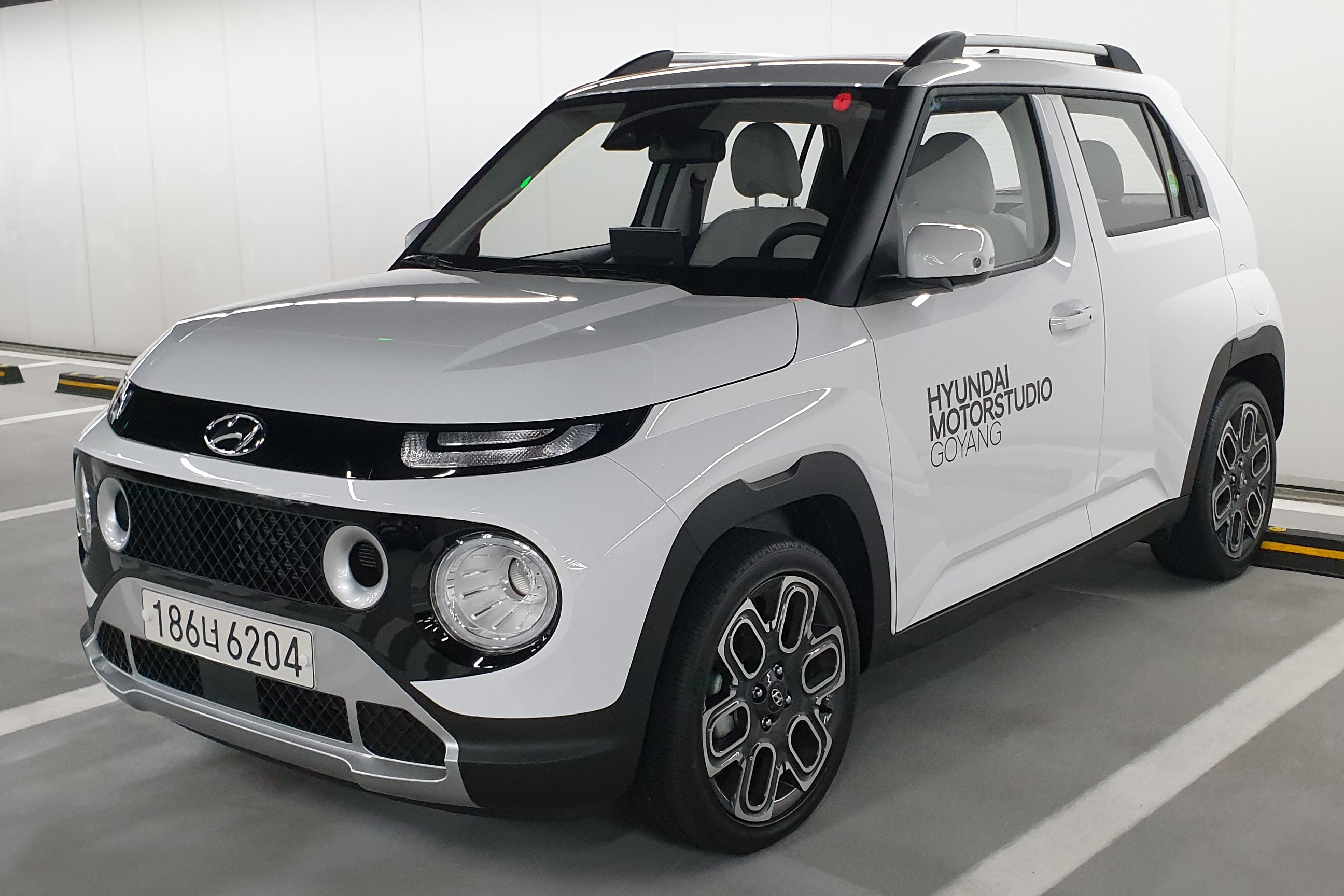
Hyundai Casper Active
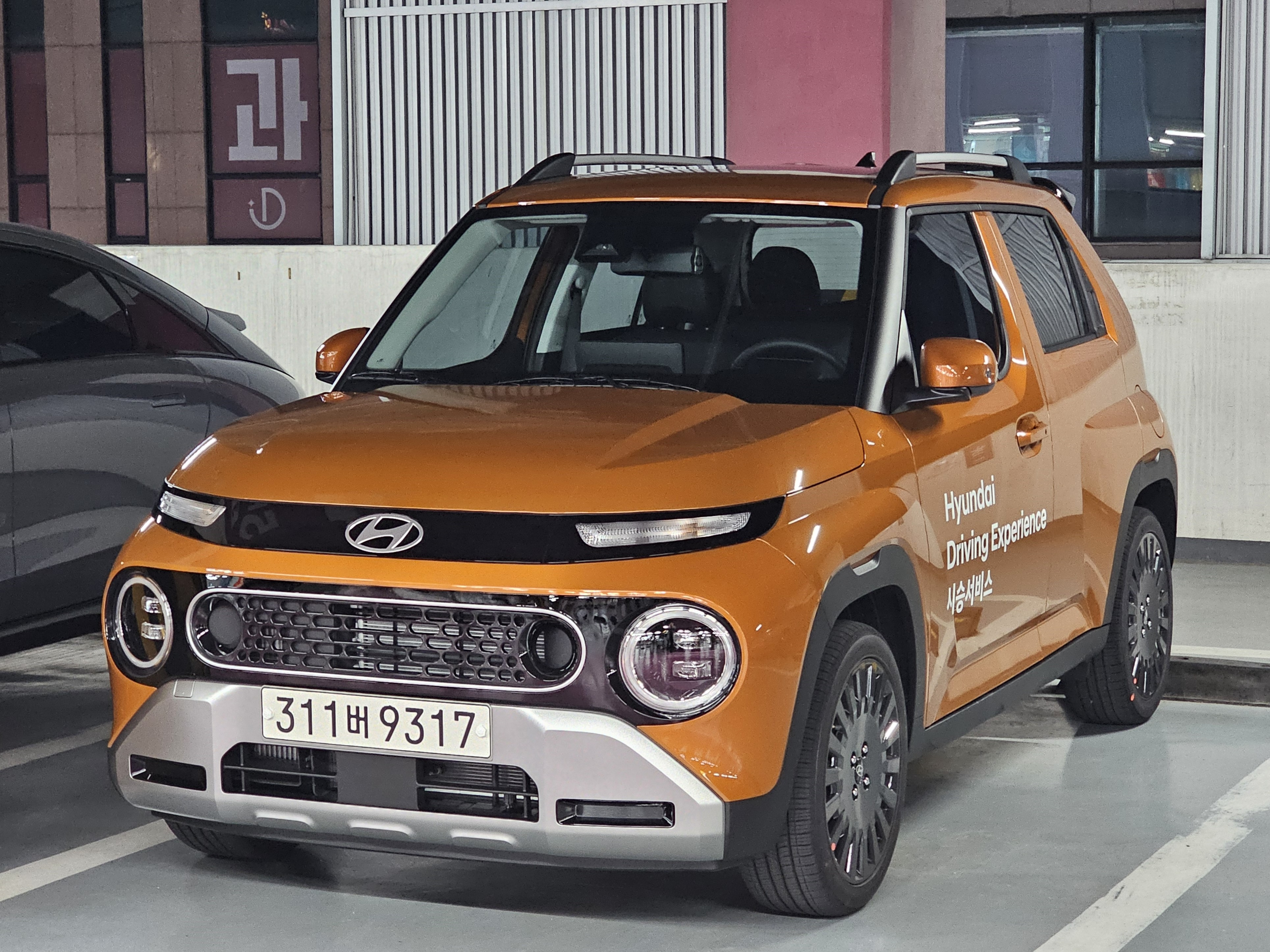
Hyundai Casper (seit 2025)
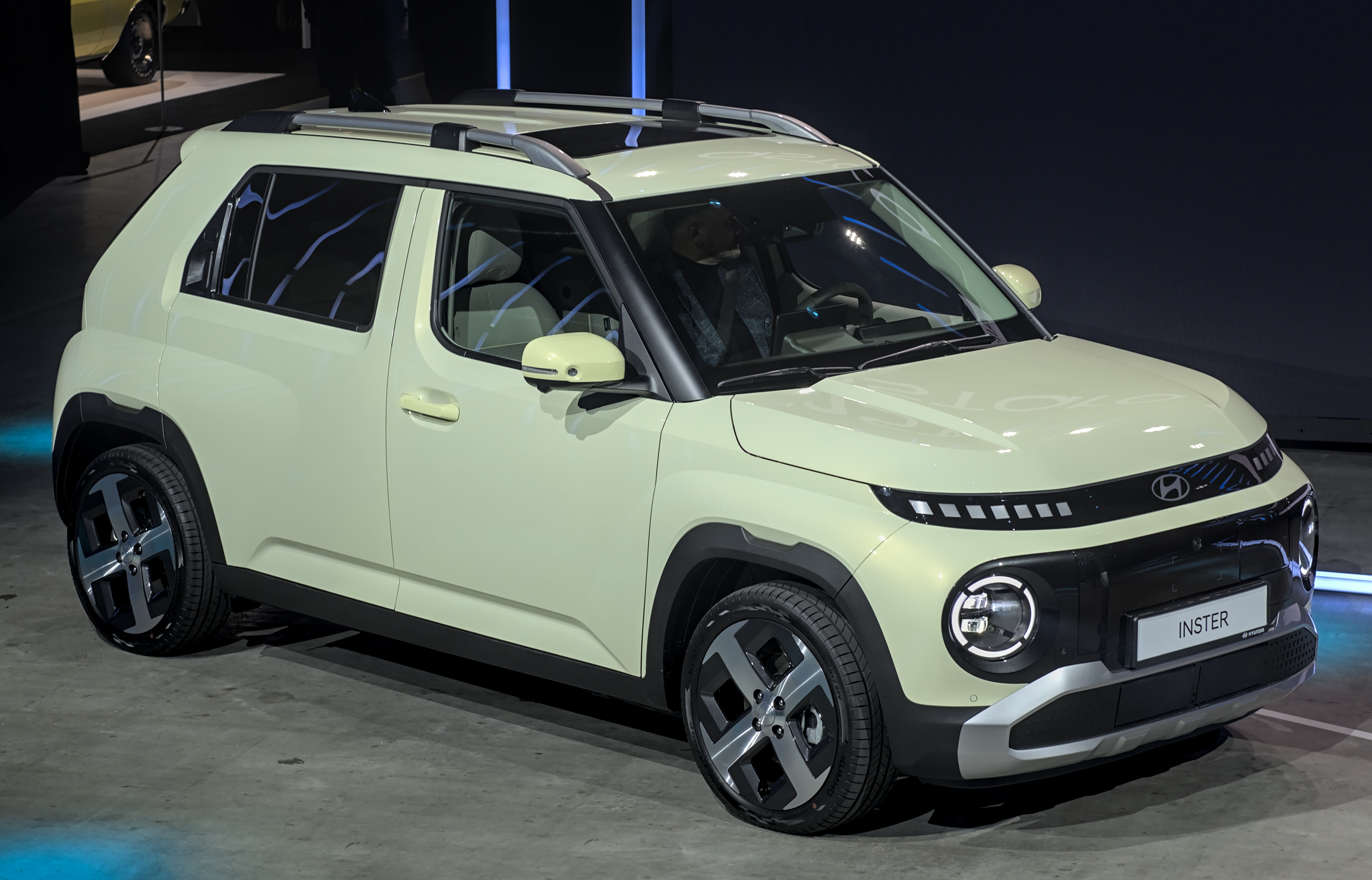
Hyundai Inster (seit 2025)
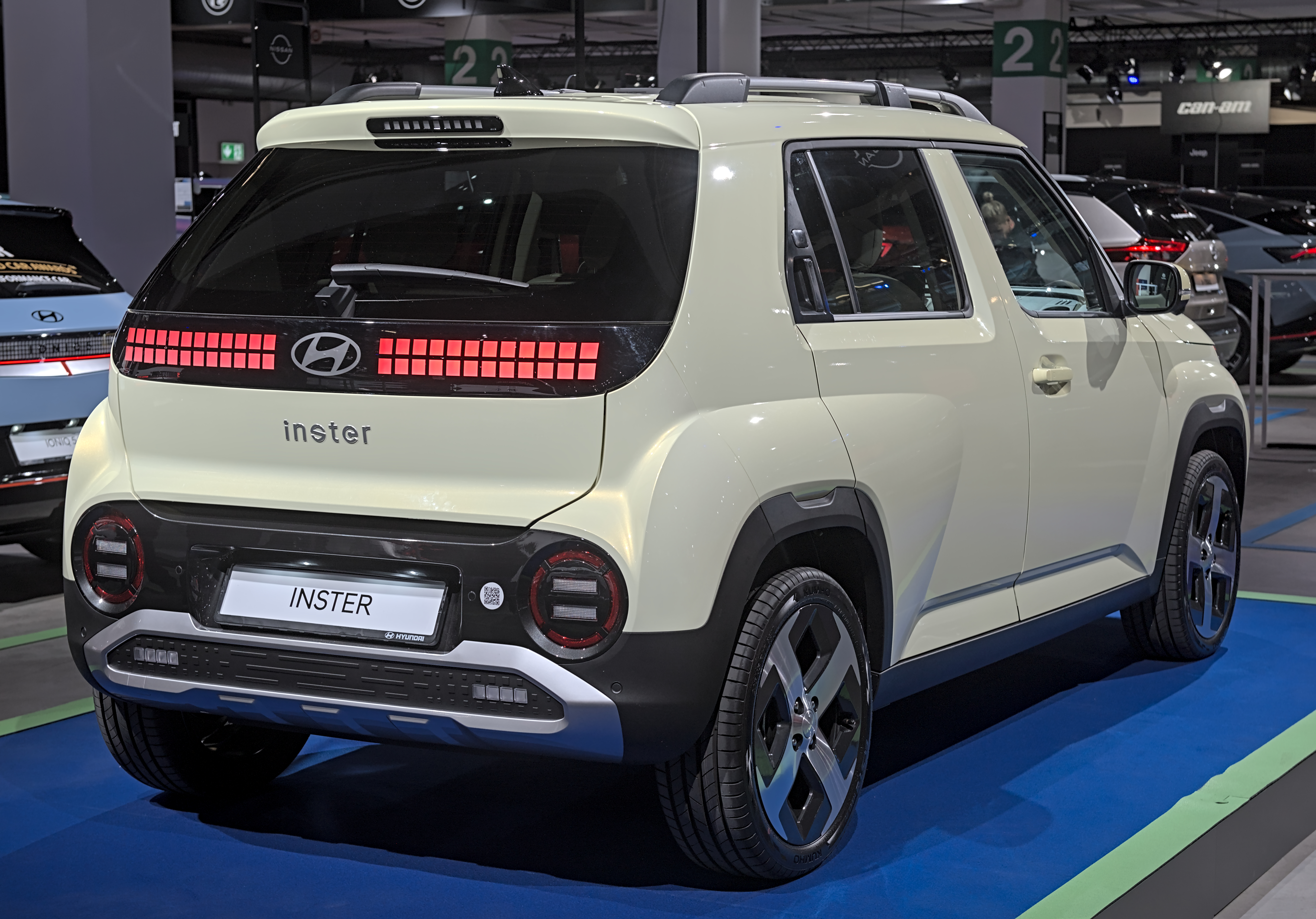
Heckansicht
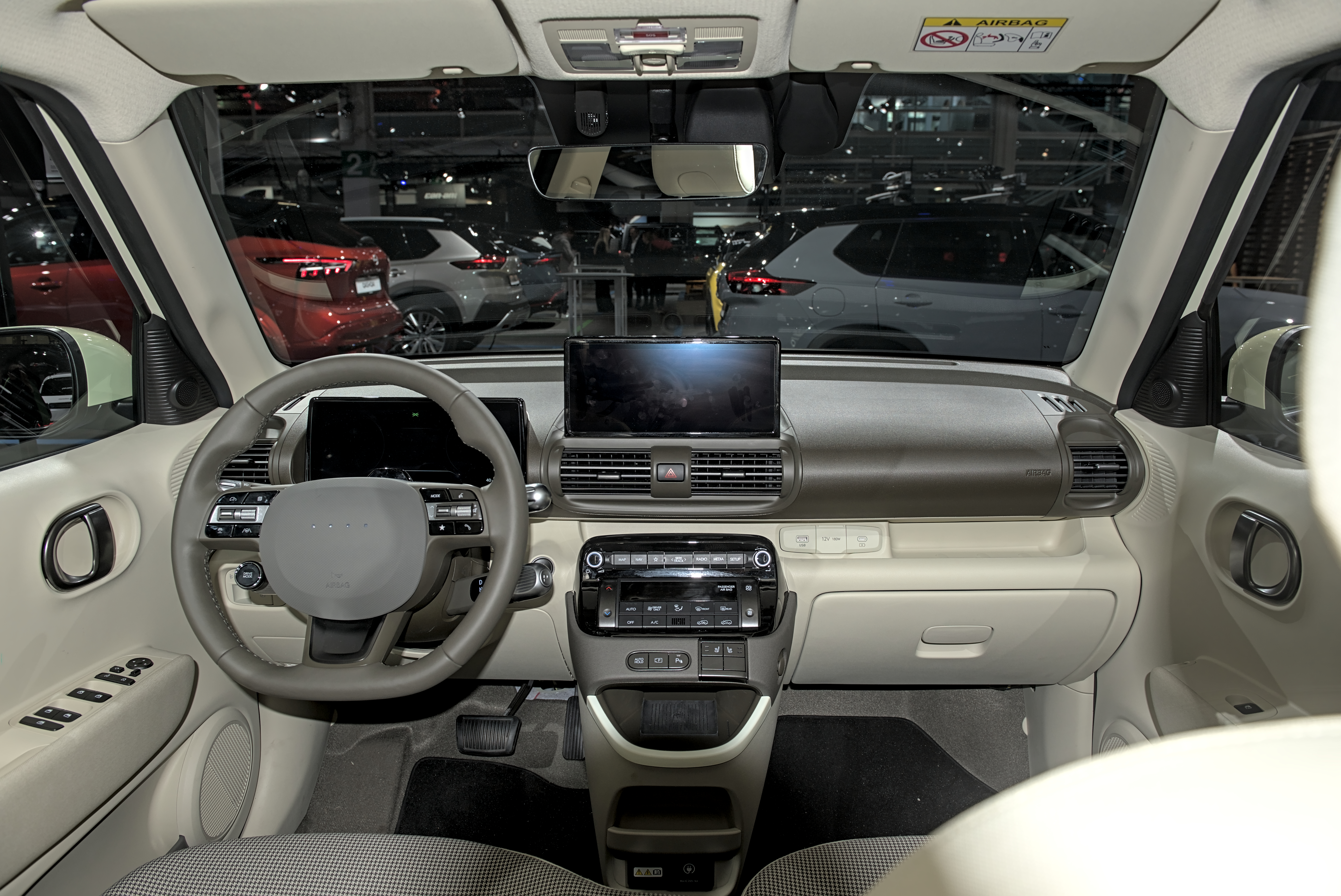
Hyundai Inster, Innenraum

## Technik
Das Modell Casper entspricht wie zuvor der Atos den Anforderungen der Kategorie „light car“ in Südkorea, die eine Maximallänge von 3600 mm und eine -breite von 1600 mm vorschreibt. Diese Fahrzeuge erhalten eine steuerliche Begünstigung. Der Name „Casper“ ist von dem gleichnamigen Skateboard-Trick inspiriert. Angekündigt wurden moderne Fahrerassistenzsysteme, drei Ausstattungslinien namens Smart, Modern und Inspiration.
Die Elektroversion Inster ist mit 3,83 m Länge und 1,61 m Breite etwas größer. Auch der Radstand erhöht sich auf 2,5 m. Angeboten werden zwei unterschiedliche Leistungsstufen und Akkukapazitäten: 71 kW (96 PS) kombiniert mit einem 42 kWh großen Akku und 85 kW (115 PS) mit 49 kWh. Die Höchstgeschwindigkeit beträgt 140 bzw. 150 km/h. Das Drehmoment liegt in beiden Fällen bei 147 Nm. Die Reichweite gibt der Hersteller mit bis zu 355 km nach dem WLTP-Messzyklus an. Über Wechselstrom kann mit 11 kW geladen werden, bei Gleichstrom sind maximal 73 kW bzw. 85 kW (je nach Akkugröße) möglich. Die Ladezeit von 10 auf 80 % wird mit 30 Minuten angegeben. Besondere Merkmale sind ein Batterieheizsystem, eine Wärmepumpe und die vehicle-to-load-Funktion, um externe elektrische Geräte mit 230 Volt zu betreiben.
Innen sind zwei 10,3 Zoll große Displays für die Instrumententafel und das Infotainmentsystem verbaut. In der Mittelkonsole befindet sich eine induktive Ladefläche für Smartphones. Der Gangwahlhebel ist am Lenkrad angeordnet. Alle Sitze inkl. dem Fahrersitz können umgeklappt werden (hinten im Verhältnis 50:50). Außerdem lässt sich die Rücksitzbank um bis zu 16 cm verschieben. Das Kofferraumvolumen beträgt standardmäßig 280 bzw. 351 Liter bei verschobenen Sitzen und maximal 1059 Liter bei umgeklappter Rücksitzbank. Optional ist ein elektrisches Glas-Schiebedach verfügbar. Innen und außen finden sich wiederverwendete Materialien im Lack und Kunststoffverkleidungen.

## Sicherheit
Im Sommer 2025 wurde der Hyundai Inster vom Euro NCAP auf die Fahrzeugsicherheit getestet. Er erhielt vier von fünf möglichen Sternen. Den Abzug gab es für das Aufspringen der Fahrertür beim Seitenaufpralltest.

## Technische Daten
|                                                | Inster 42 kWh                           | Inster 49 kWh                           |
| ---------------------------------------------- | --------------------------------------- | --------------------------------------- |
| Bauzeitraum                                    | seit 01/2025                            | seit 01/2025                            |
| Motorkenndaten                                 |                                         |                                         |
| Motortyp                                       | permanentmagneterregte Synchronmaschine | permanentmagneterregte Synchronmaschine |
| max. Leistung bei min−1                        | 71 kW (97 PS) / 4800–13000              | 85 kW (115 PS) / 5600–13000             |
| max. Drehmoment bei min−1                      | 147 Nm / 0–4600                         | 147 Nm / 0–5400                         |
| Kraftübertragung                               |                                         |                                         |
| Antriebsart                                    | Vorderradantrieb                        | Vorderradantrieb                        |
| Getriebe                                       | 1-stufiges-Reduktionsgetriebe           | 1-stufiges-Reduktionsgetriebe           |
| Antriebsbatterie                               |                                         |                                         |
| Zellchemie                                     | Lithium-Polymer-Akkumulator             | Lithium-Polymer-Akkumulator             |
| Energieinhalt                                  | 42 kWh                                  | 49 kWh                                  |
| Systemspannung                                 | 400 V                                   | 400 V                                   |
| Messwerte                                      |                                         |                                         |
| Höchstgeschwindigkeit                          | 140 km/h                                | 150 km/h                                |
| Beschleunigung, 0–100 km/h                     | 11,7 s                                  | 10,6 s                                  |
| Energieverbrauch auf 100 km (WLTP, kombiniert) | 14,3 kWh                                | 14,9–15,1 kWh                           |
| Reichweite nach WLTP                           | 327 km                                  | 360–370 km                              |
| Ladeleistung AC                                | 11 kW                                   | 11 kW                                   |
| Ladeleistung DC                                | 73 kW                                   | 85 kW                                   |
| Leergewicht                                    | 1380–1450 kg                            | 1410–1503 kg                            |

## Zulassungszahlen in Deutschland
Noch vor dem ersten Verkaufsjahr wurden in der Bundesrepublik Deutschland insgesamt 27 Hyundai Inster neu zugelassen, um den Händlern Ausstellungsfahrzeuge bereitzustellen. Bis Ende Juni 2025 wurden 5.170 zusätzliche Fahrzeuge laut KBA zugelassen.
|  |

|  |

|  |

|  |

|  |

|  |

|  |

|  |

|  |

|  |

|  |

|  |

|  |

|  |

|  |

|  |

|  |

|  |

|  |

|  |

|  |

|  |

|  |

|  |

|  |

|  |

|  |

|  |

|  |

|  |

|  |

|  |

|  | Elektro (5.197) |

|  | Elektro (5.197) |